# Praxair
Praxair, Inc. (NYSE : PX) est la plus grande entreprise de fourniture de gaz industriels d'Amérique du Nord et du Sud, et l'une des plus importantes au monde dans ce secteur. 

## Activité
Elle produit et distribue des gaz purs ou de composition précise, utilisés dans les process de diverses industries. Praxair est présente dans près de 30 pays, et dispose d'un portefeuille de près de 3 000 brevets.
Praxair est considéré, depuis le rachat de Brin Oxygen Co. Ltd par Linde en 2006, comme faisant partie des 4 grands groupes présents dans les gaz industriels avec Air liquide, Linde et Air Products,. Son principal concurrent sur le marché en Amérique du Nord, son principal marché, reste Air Products avec lequel il possède un chiffre d'affaires similaire, depuis près d'une décennie, bien que gagnant petit à petit du terrain sur celui-ci tant en chiffre d'affaires, qu'en profit.
Praxair fournit ses gaz dans beaucoup de secteurs : métallurgie, médecine, alimentation, énergie, aérospatiale, chimie, électronique...

## Histoire
L'histoire du groupe remonte à 1907 quand Linde Air Products Company est acquis par Carl von Linde and American partners, le groupe fait alors partie de ce qui deviendra Linde. En 1916, à la suite de l'entrée en guerre des États-Unis, les activités américaines de Linde sont scindées. L'année suivante, Linde Air Products est alors acquis par Union Carbide. 
Praxair est issue sous son nom actuel de la scission en 1992, après la catastrophe de Bhopal, de la filiale Linde Division d'Union Carbide. Celle-ci rachète peu de temps après l'activité de conteneur de gaz d'Union Carbide.
En fin d'année 1995 et début 1996, Praxair acquiert CBI Industries pour 2,2 milliards de dollars, dans le but d'acquérir son activité nommée Liquid Carbonic, producteur de dioxyde de carbone,.
En 1996, Praxair vend les droits d'utilisation de la marque Linde en Amérique du Nord à partir de 1999 à Linde pour 60 millions de dollars,.
En 1999, Praxair est en discussion pour le groupe britannique BOC, mais il est dépassé par une offre commune de Air Products and Chemicals et Air liquide, qui n'aboutira pas de par l'opposition des autorités de la concurrence américaine
En juin 2004, Praxair acquiert Home Care Supply, une entreprise américaine spécialisée dans les équipements respiratoires à domicile, pour 245 millions de dollars.
Le 12 mars 2014, Praxair revend toutes ses activités en France à Messer France SAS, soit trois unités de séparation d’air et trois stations de remplissage de gaz conditionnés. Praxair se recentre ainsi sur des marchés où il dispose d'une implantation plus forte.
Le 1er juin 2016, Praxair revient en France en achetant les activités CO2 de Yara (production d'engrais). Depuis cette date, Praxair Gases France propose a ses clients du CO2 Liquide, ainsi que de la glace sèche (glace carbonique).
En décembre 2016, Linde et Praxair annoncent avoir l'intention de fusionner leur activité, au travers d'une opération, où les actionnaires de chaque entreprise auront 50 % de la nouvelle entité. Cette opération créerait une entreprise leader dans les gaz industriels avec un chiffre d'affaires de 30 milliards de dollars. Le siège social de la nouvelle entité est prévu pour être en Europe,.
En juillet 2018, Taiyo Nippon Sanso acquiert pour 5 milliards de dollars une partie des activités européennes de Praxair, à la suite de la fusion entre ce dernier et Linde Le même mois, Linde annonce la vente de 3,3 milliards d'actifs en Amérique du Nord et du Sud à Messer et à un fonds d'investissement, pour permettre l'acceptation par les autorités de la concurrence de la fusion avec Praxair.